# Chandos House

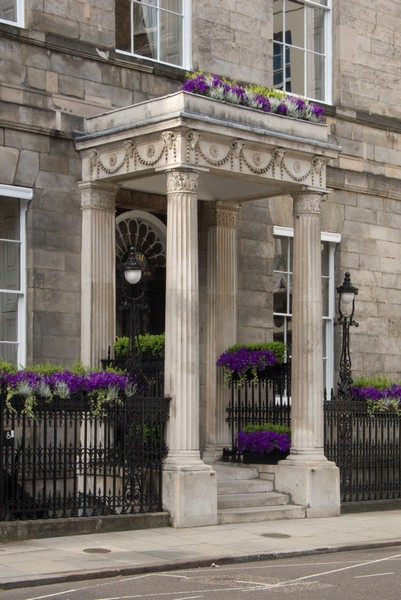
Portico anteriore di Chandos House

Chandos House è un edificio classificato Grade I al N° 2 di Queen Anne Street, Marylebone, nel centro di Londra. Venne progettato da Robert Adam, l'architetto più importante dell'età georgiana, e costruito da William Adam and Company. È vista come il primo esempio di una serie di grandi case a schiera a Londra, tra cui 20 St. James's Square e Derby House.

## Costruzione
La casa venne costruita in modo speculativo con i soldi della famiglia Adam e del banchiere Sir George Colebrooke, in seguito lui stesso cliente di Adam. Fu iniziata nel 1769 e terminata nel 1771, su un terreno tra un'altra casa di Adam a ovest e il muro del giardino di Foley House a est, che faceva parte della tenuta del duca di Portland. La facciata è in pietra di Craigleith, forse come pubblicità per la cava a ovest di Edimburgo che la ditta dei fratelli Adam aveva da poco preso in affitto.

## Occupanti notevoli
Nel 1813, la casa era ancora la dimora di Anna Eliza Brydges, duchessa di Chandos, che il III duca di Chandos aveva sposato in seconde nozze nel 1777. Tuttavia, in seguito alla morte improvvisa del duca, nel 1789, la duchessa fu dichiarata pazza. Di conseguenza, venne confinata in casa e perse il controllo dei suoi beni. Nel maggio 1815, la parte non scaduta del contratto di locazione (51 anni) fu venduta dai suoi esecutori testamentari e acquistata dall'ambasciata dell'Impero austriaco.
Il primo ambasciatore residente fu il principe Esterházy, e per i successivi 25 anni, Chandos House fu teatro di intrattenimenti di altissima qualità. I giornali contemporanei registrano il suo dispendioso splendore e la sua pompa orientale. Alla fine, la stravaganza portò alla rovina il principe Esterházy. Lasciò l'ambasciata nel 1842 e gli succedette il barone von Neumann. Nel 1866, l'ambasciata austriaca si trasferì in piazza Belgrave a Belgravia, dove attualmente si trova l'ambasciata d'Austria.

## Uso attuale
Chandos House non è più di proprietà della Royal Society of Medicine ma appartiene a Cosmetic Doctor at Work Limited.